# Jānis Lūsis
Jānis Lūsis (* 19. Mai 1939 in Jelgava, Lettland; † 29. April 2020 in Riga) war ein lettischer und für die Sowjetunion startender Speerwerfer und Olympiasieger von 1968.

## Leben
Kurz nach Ende des Zweiten Weltkriegs wurde der Vater von Jānis Lūsis von plündernden sowjetischen Soldaten erschossen. Lūsis wuchs in Matkule, dem Heimatdorf seiner Mutter, auf. Dort besuchte er die Volksschule, später eine weiterführende Schule in Kandava. Ab 1957 studierte er am Staatlichen Institut für Körperkultur in Riga und nahm gleichzeitig an ersten Leichtathletikwettbewerben teil; erst jetzt begann er mit dem Speerwurf.
Die Karriere von Lūsis als Speerwerfer dauerte bis 1976. In dieser Zeit nahm er an vier Olympischen Spielen teil und errang als einziger Leichtathlet aus Lettland einen kompletten Satz von Medaillen (Stand 2020). Seinen ersten großen Erfolg feierte er mit dem Sieg bei den Europameisterschaften im Jahr 1962 in  Belgrad, dem drei weitere EM-Titel (1966 in Budapest, 1969 in Athen, 1971 in Helsinki) folgten. Bei den Olympischen Spielen 1964 in Tokio gewann er die Bronzemedaille, vier Jahre später in Mexiko-Stadt wurde er Olympiasieger. Bei den Spielen von München 1972 schlug ihn in einem legendären Duell der Deutsche Klaus Wolfermann mit 90,48 m um ganze zwei Zentimeter. 1976 in Montreal wurde Lūsis noch einmal Achter. Er war außerdem mehrmals Weltrekordhalter, zuletzt mit der am 6. Juli 1972 in Stockholm geworfenen Weite von 93,80 m. Auch stellte er zwei lettische Rekorde im Zehnkampf auf.
Nach seinem Rücktritt als aktiver Sportler arbeitete Lūsis als Speerwurftrainer. Zuletzt trainierte er unter anderen die Siebenkämpferin Laura Ikauniece. Er war mit der Speerwurfolympiasiegerin von 1960 Elvīra Ozoliņa verheiratet. Ihr gemeinsamer Sohn Voldemārs Lūsis nahm als Speerwerfer an den Olympischen Spielen 2000 und 2004 teil. Jānis Lūsis war mit seinem Olympiakonkurrenten von 1972, Klaus Wolfermann, befreundet.
2019 wurde bei Janis Lūsis ein bösartiger Tumor am Kopf diagnostiziert. Er wurde mehrfach operiert; seine Behandlung wurde vom lettischen NOK und vom Olympischen Sozialfonds Lettlands finanziell unterstützt. Lūsis starb im April 2020 im Alter von 80 Jahren. In Nachrufen wurde er als „bester Speerwerfer aller Zeiten“ bezeichnet.

## Ehrungen
1999 wurde Janis Lūsis mit dem lettischen Drei-Sterne-Orden (Kommandeur) ausgezeichnet und 2014 in die IAAF Hall of Fame aufgenommen. Am 24. September 2021 gab die lettische Post eine Serie mit Briefmarken zu Ehren von Lūsis heraus.